# Katherine Kelly Lang
Katherine Kelly Lang, de son vrai nom Katherine Kelly Wegeman, née le 25 juillet 1961 à Hollywood, en Californie, aux (États-Unis), est une actrice américaine.
Son nom à la naissance est Katherine Kelly Wegeman.
Elle est célèbre pour son rôle de Brooke Logan Forrester dans la série télévisée Amour, Gloire et Beauté (dans la Francophonie, Top Models, Top Modèles ou Amour, gloire et beauté) qu'elle tient depuis le début de la série en 1987. Elle a aussi fait quelques apparitions dans le feuilleton Les feux de l'amour (1999-2007). 
En 2014, elle participe à la 10e saison de Ballando con le stelle, l'équivalent italien de Danse avec les stars. Cela s'explique par la grande popularité du feuilleton Amour, Gloire et Beauté en Italie.

## Biographie

### Débuts
Katherine Kelly Wegeman est née le 25 juillet 1961 à Hollywood, en Californie, aux (États-Unis).

## Filmographie

### Cinéma
- 1979 : Skatetown, U.S.A : Allison
- 1981 : Messe noire : Susie Baker
- 1986 : The Night Stalker : Denise
- 1986 : Jocks : Julie
- 1987 : Made in U.S.A. : Kelly
- 1987 : Dernière chance : Jillian
- 1995 : Till the End of the Night : Diana Davenport

### Télévision

#### Séries télévisées
- 1983 : Matthew Star (saison 1, épisode 14) : Terri
- 1983 : Masquerade (saison 1, épisode 2) : Donna
- 1984 : Riptide (saison 1, épisode 4) : Mama Jo's Crew
- 1984 : Happy Days : Les jours heureux (saison 11, épisode 13) : Kim
- 1984 : Legmen (saison 1, épisode 5) : Helen
- 1986 : The Last Precinct (pilot)
- 1986 : Le Monde merveilleux de Disney (saison 30, épisode 11) : Widow Marian
- 1986 : 1st & Ten : Annie
- 1987 : Magnum (saison 7, épisode 19) : Lani, la servante au nid de Robin
- Depuis 1987 : Amour, Gloire et Beauté : Brooke Logan
- 1996 : Lonesome Dove: The Outlaw Years (saison 1, épisodes 13 et 21) : Enona
- 1999 et 2007 : Les Feux de l'Amour (5 épisodes) : Brooke Logan
- 2019 : 8 lexeis : Grace Hart

#### Téléfilms
- 1982 : Desperate Lives : Mary
- 1996 : Subliminal Seduction : Deb Danver
- 2016 : Cher journal, aujourd'hui je vais être tuée : Michelle Wilson[1]
- 2017 : Garlic & Gunpowder : Mrs Smith
- 2019 : Dagli Occhi dell'Amore : Sally
- 2019 : Odissea nell'ospizio : Kathrine
- 2020 : Stan the Man : Elizabeth Morgan
- 2021 : The Christmas Dance : Mary
- 2021 : The Magic : Catherine Kane

## Vie privée
Lang a été mariée deux fois. Elle est mère de trois enfants issus de ses deux mariages : ses deux fils, Jeremy Skott Snider (né en 1990), Julian Lang Snider (né en 1992) de son mari de l'époque, Skott Snider, et sa fille, Zoe Katrina D'Andrea (née en 1997) de son mari de l'époque, Alex D'Andrea. Elle a également une belle-fille, Danyelle D'Andrea (née en 1991).
Le 11 novembre 2012, il a été annoncé que Lang avait demandé le divorce, après 15 ans de mariage, invoquant des « différends irréconciliables ». Le divorce a été prononcé en juin 2014. 
En mai 2018, elle est devenue grand-mère avec la naissance de sa petite-fille, Zuma, via sa fille Zoe.

## Distinctions

### Nominations
- 1991 : Soap Opera Digest Awards de la meilleure héroïne dans une série télévisée dramatique pour Amour, Gloire et Beauté (1987-).
- 1993 : Soap Opera Digest Awards de la star féminine la plus hot dans une série télévisée dramatique pour Amour, Gloire et Beauté (1987-).
- 1994 : Soap Opera Digest Awards de la star féminine la plus hot dans une série télévisée dramatique pour Amour, Gloire et Beauté (1987-).
- 1995 : Soap Opera Digest Awards du couple la plus hot partagée avec Sean Kanan dans une série télévisée dramatique pour Amour, Gloire et Beauté (1987-).
- 2001 : Soap Opera Digest Awards de la meilleure héroïne dans une série télévisée dramatique pour Amour, Gloire et Beauté (1987-).
- 2002 : Daytime Emmy Awards du couple préféré partagée avec Ronn Moss dans une série télévisée dramatique pour Amour, Gloire et Beauté (1987-).
- 2002 : Gold Derby Awards de la meilleure actrice dans un second rôle dans une série télévisée dramatique pour Amour, Gloire et Beauté (1987-).
- 2003 : Soap Opera Digest Awards de la meilleure actrice principale dans une série télévisée dramatique pour Amour, Gloire et Beauté (1987-).
- 2005 : Soap Opera Digest Awards du triangle préférée partagée avec Ronn Moss et Jack Wagner dans une série télévisée dramatique pour Amour, Gloire et Beauté (1987-).
- 2012 : Online Film & Television Association Awards de la meilleure actrice dans une série télévisée dramatique pour Amour, Gloire et Beauté (1987-).
- 40e cérémonie des Daytime Emmy Awards 2013 : Meilleure actrice dans un second rôle avec dans une série télévisée dramatique pour Amour, Gloire et Beauté (1987-).
- 41e cérémonie des Daytime Emmy Awards 2014 : Meilleure actrice dans une série télévisée dramatique pour Amour, Gloire et Beauté (1987-).
- 44e cérémonie des Daytime Emmy Awards 2017 : Meilleure série télévisée dramatique pour Venice: The Series (2009-) partagée avec Crystal Chappell (Productrice exécutrice), Hillary B. Smith (Productrice exécutrice), Cady McClain (Réalisatrice), Lindsay Harrison (Scénariste), Jill Lorie Hurst (Scénariste) et Penelope Koechl (Scénariste).
- 47e cérémonie des Daytime Emmy Awards 2020 : Meilleure actrice dans une série télévisée dramatique pour Amour, Gloire et Beauté (1987-).

## Voix françaises
- Dominique Dumont dans :
  - Amour, Gloire et Beauté (série télévisée)
  - Les Feux de l'Amour (série télévisée)